# Walter-Wilhelm Cramer
Wilhelm Bernardo Walter Cramer (Lipsia, 1º maggio 1886 – Berlino, 14 novembre 1944) fu un importante uomo d'affari e membro del fallito complotto del 20 luglio 1944 contro Adolf Hitler, avvenuto a Rastenburg.

## Biografia
Walter Cramer nacque a Lipsia nel 1886, figlio dell'imprenditore tessile Wilhelm Cramer (1851-1921) e di sua moglie Josepha Cramer, nata Sala (1861-1940) e nata in Italia. Suo padre era il proprietario della società di vendita all'ingrosso Wollgarne Polter & Co. Membro del consiglio di sorveglianza della filatura di filati pettinati Gautzsch AG a Gautzsch (oggi: Markkleeberg) vicino a Lipsia e giudice onorario commerciale presso il tribunale regionale di Lipsia. Anche sua madre proveniva da una famiglia di mercanti. Dal 1896 al 1904 Walter Cramer frequentò la scuola umanistica St. Thomas School di Lipsia.
Con l'aiuto dei contatti di suo padre, si formò dal 1904 al 1906 presso l'azienda tessile J. & W. Roberts a Bradford, nel nord dell'Inghilterra.  Svolse il servizio militare dal 1906 al 1907 come volontario per un anno nel 1º Reggimento di artiglieria da campo sassone reale n. 12 a Königsbrück vicino a Dresda. Nel 1910 fu promosso tenente nella riserva.  Dopo il servizio militare, divenne socio e firmatario autorizzato della società dei suoi genitori.   Nel 1910, Cramer divenne membro della Società di Lipsia Harmonie, una associazione di cittadini. Nel 1913 ottenne la cittadinanza della città di Lipsia, che gli garantì, tra le altre cose, il diritto di voto.  Partecipò alla prima guerra mondiale come ufficiale di riserva e combatté sui fronti occidentale e orientale. Alla fine fu promosso a primo tenente nella riserva e ricevette la Croce di Ferro II (EK II) e la I Classe (EK I) del 1914 per il suo coraggio.
Nel 1923 Cramer divenne membro del Consiglio di amministrazione del Leipziger Kammgarnspinnerei Stöhr & Co. AG.

### Resistenza
Dal 1920 Cramer fu membro del Partito Nazionale Popolare Tedesco (DNVP). Nel 1930, tuttavia, si dimise dal partito a causa della cooperazione tra il DNVP e il NSDAP promossa da Alfred Hugenberg. Nel 1933, gli imprenditori Werner Stöhr e Hermann Rausch cercarono invano di convincerlo ad aderire al NSDAP. Soprattutto, Cramer rifiutò l'influenza dei nazionalsocialisti convinti nel consiglio di sorveglianza della Stöhr AG. Inoltre, eventi storici contemporanei come il Putsch di Röhm e i sermoni del vescovo Clemens August Graf von Galen contro l'uccisione della cosiddetta "vita indegna di vita" lo fecero decidere di partecipare alla Resistenza.
Dopo la morte del figlio nel 1941, Cramer prese parte alla resistenza borghese contro il nazionalsocialismo nella cerchia di Goerdeler attorno all'ex sindaco di Lipsia, Carl Friedrich Goerdeler.  Mediò tra la cerchia dei Goerdeler e i generali vicini alla resistenza, come Ludwig Beck, Wilhelm Canaris, Alexander von Falkenhausen, Erich Hoepner e Friedrich Olbricht. Fece anche da intermediario tra Carl Friedrich Goerdeler a Lipsia e Friedrich Siegmund-Schultze a Zurigo. Ebbe anche contatti con Robert Bosch a Stoccarda.
Dal luglio 1942, l'azienda di Cramer impiegò ufficialmente lavoratori forzati provenienti dalla Russia e dalla Polonia. Tuttavia, durante i viaggi all'estero, anche presso le filiali della Stöhr AG nell'Europa orientale, assistette all'espulsione e alla deportazione degli ebrei nei campi di concentramento. Questo fu uno dei motivi per cui resistette alla strisciante arianizzazione forzata della filatura di filati pettinati di Lipsia Stöhr and Co. Fece anche una campagna per diversi dipendenti e partner commerciali ebrei. Nel 1940, ad esempio, chiese invano all'industriale Günther Quandt di trasferire i diritti di licenza all'uomo d'affari ebreo Siegfried Spiegel, che era fuggito in Sud America. Nell'aprile 1944 fu avviato un procedimento penale contro di lui davanti al tribunale distrettuale di Lipsia per sovversione delle forze armate (secondo il § 5 KSSVO). Il motivo dell'accusa fu il commento di Cramer al suo critico interno Werner Stöhr sull'occupazione dell'Ungheria da parte dei nazionalsocialisti: Cramer doveva andare in Ungheria per "prendersi cura anche dei suoi poveri ebrei".
Come buon amico e confidente di Carl Friedrich Goerdeler, Cramer era a conoscenza dei piani di assassinio del 20 luglio 1944..  Nonostante i dubbi iniziali, lo convinse nel 1943 a diventare politicamente attivo dopo la morte prevista di Adolf Hitler. In qualità di "commissario politico" designato nel Wehrkreis IV (Dresda), Cramer era quindi membro del gabinetto ombra Beck/Goerdeler. Dopo l'innesco dell'Operazione Valchiria a seguito del tentativo di assassinio, la nuova funzione di Cramer, il colonnello generale Erich Hoepner, fu telegrafato via telex all'Alto Comando della Wehrmacht (OKW). Dopo che si seppe che il tentativo di assassinio era fallito, Cramer fuggì quella sera stessa a St. Johann vicino a Reutlingen nel Württemberg,[26] fino a quando fu rintracciato e arrestato dalla Gestapo il 22 luglio 1944.

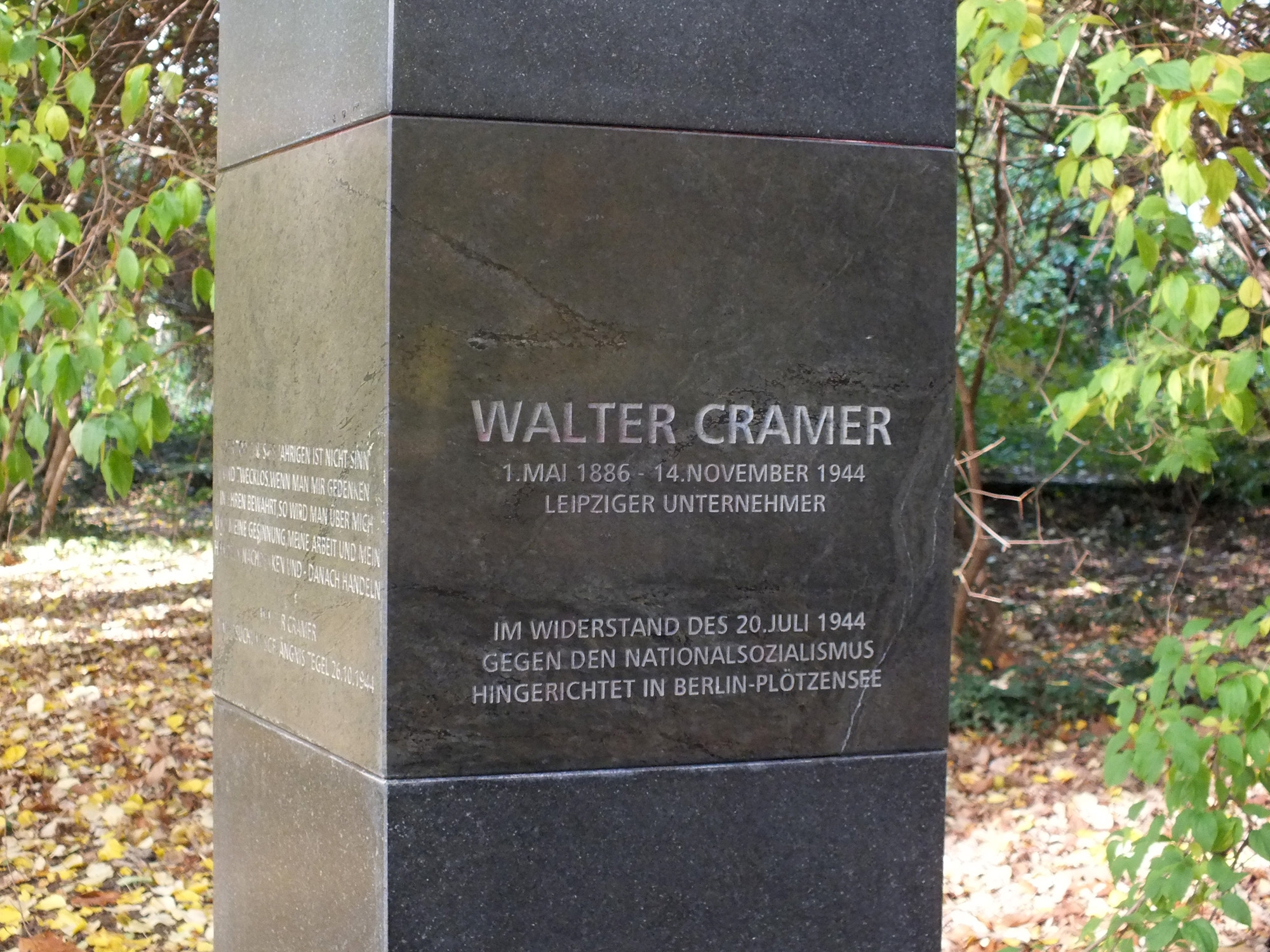
Sezione centrale della stele per Walter Cramer nel Johannapark di Lipsia

Dal 23 al 31 luglio 1944 fu imprigionato nel carcere di polizia di Dresda. Trascorse poi due mesi nella prigione di Lehrter Straße a Berlino. Interrogatori con gravi abusi psicologici e fisici, anche da parte dell'SS-Sturmbannführer Hans Helmut Wolff e dell'SS-Sturmbannführer Kriminalrat Herbert Lange, si svolsero nella "prigione domestica" di Prinz-Albrecht Straße 8. Nonostante le torture, nascose altri nomi di cospiratori come Theodor Strünck, Wilhelm Schomburgk (amico di Lipsia) e Hans Bernd Gisevius. Il 27 settembre 1944 fu trasferito nel carcere di Tegel. Attraverso il prete cattolico Peter Buchholz, molte delle note di Cramer, simili a diari, arrivarono alla sua famiglia.
Il suo processo davanti al Tribunale del Popolo si svolse il 14 novembre 1944, insieme ai processi di Oswald Rösler e Ernst Schoen von Wildenegg. Fu accusato di alto tradimento (secondo il § 88 RStGB), giudicato colpevole e infine condannato a morte dal 1° Senato presieduto da Roland Freisler. Durante il processo, quest'ultimo lo derise definendolo un "commis voyageur [commesso viaggiatore] dei golpisti". Lo stesso giorno, Cramer fu impiccato nella prigione di Plötzensee a Berlino. Allo stesso tempo, perse tutti i diritti onorari e tutti i suoi beni furono confiscati, compresa la sua casa di campagna a Leulitz vicino a Wurzen.

## Vita privata
Si sposò con Charlotte Weber (1889-1975), figlia del produttore Emil Weber. Dal matrimonio nacquero due figlie e un figlio, che morì come soldato nella seconda guerra mondiale.